# Grewia
Chi thực vật có hoa lớn Grewia (/ˈɡruːiə/) (cò ke, cò de) ngày nay được hầu hết các tác giả xếp vào trong họ Malvaceae, theo nghĩa mở rộng như đề xuất trong APG. Trước đây, chi này được xếp trong họ Tiliaceae hoặc Sparrmanniaceae. Tuy nhiên, cả hai đều không phải là đơn ngành so với các Malvales (Bộ Cẩm quỳ) khác - bởi vị trí không chắc chắn của Grewia và các chi tương tự - và do đó đã được sáp nhập vào Malvaceae. Cùng với phần lớn loài Sparrmanniaceae trước đây, Grewia là một chi thuộc phân họ Grewioideae và tông Grewieae. Chi Grewia bao gồm khoảng 150 đến 290 loài. Nó có nguồn gốc từ Nam Mỹ, châu Á, Châu Phi nhiệt đới và cận nhiệt đới, và Madagascar.
Chi này được Carl Linnaeus mô tả và xuất bản trong Species Plantarum vào năm 1753, để vinh danh nhà thực vật học Nehemiah Grew (1641-1712) từ Anh Quốc. Grew là một trong những nhà giải phẫu thực vật hàng đầu và nhà nghiên cứu kính hiển vi thời bấy giờ, và nghiên cứu về phấn hoa của ông đã đặt nền móng cho khoa học nghiên cứu mẫu hạt (Palynology) hiện đại ngày nay.

## Danh sách các loàiGrewia

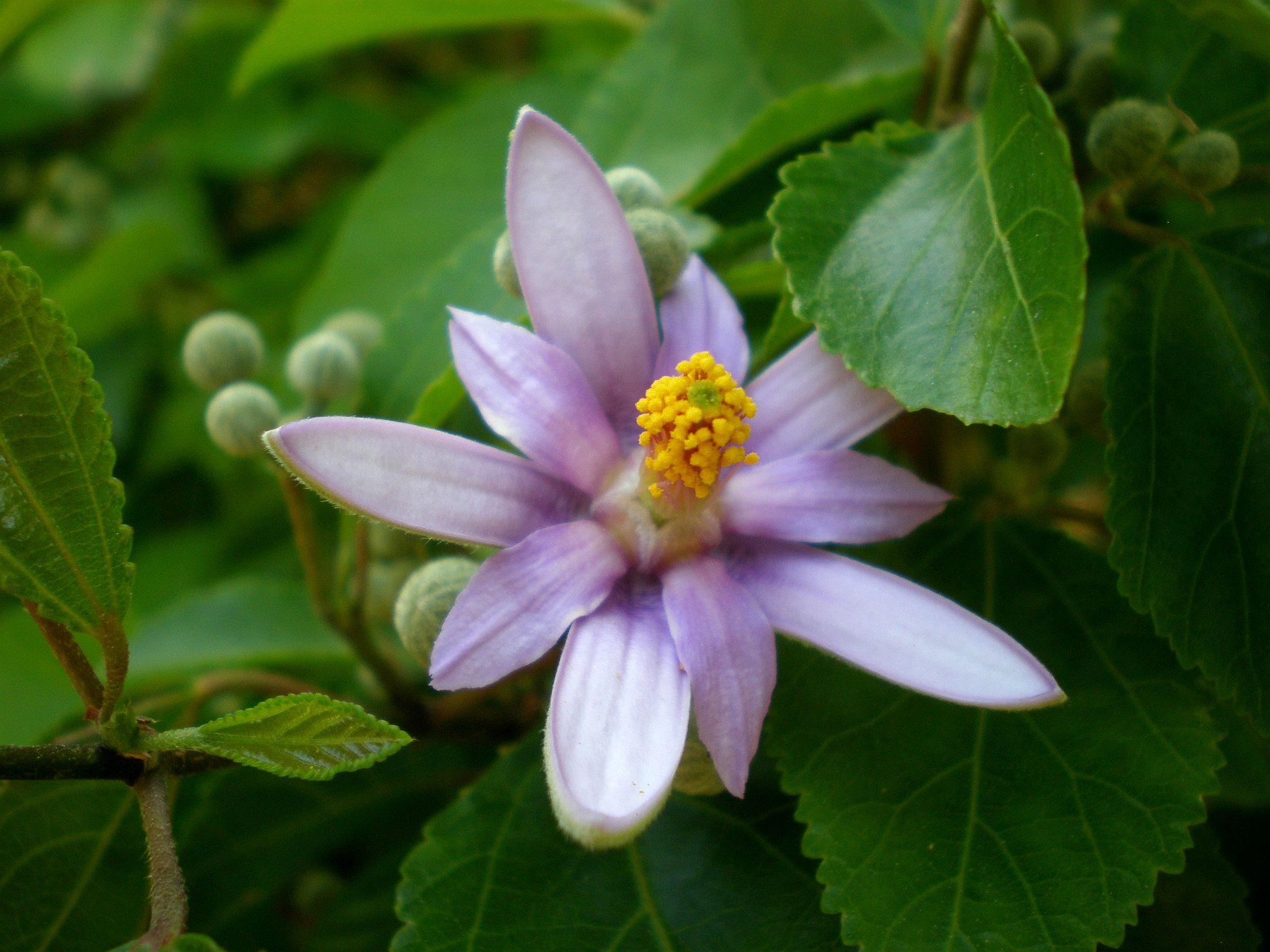
Grewia occidentalis
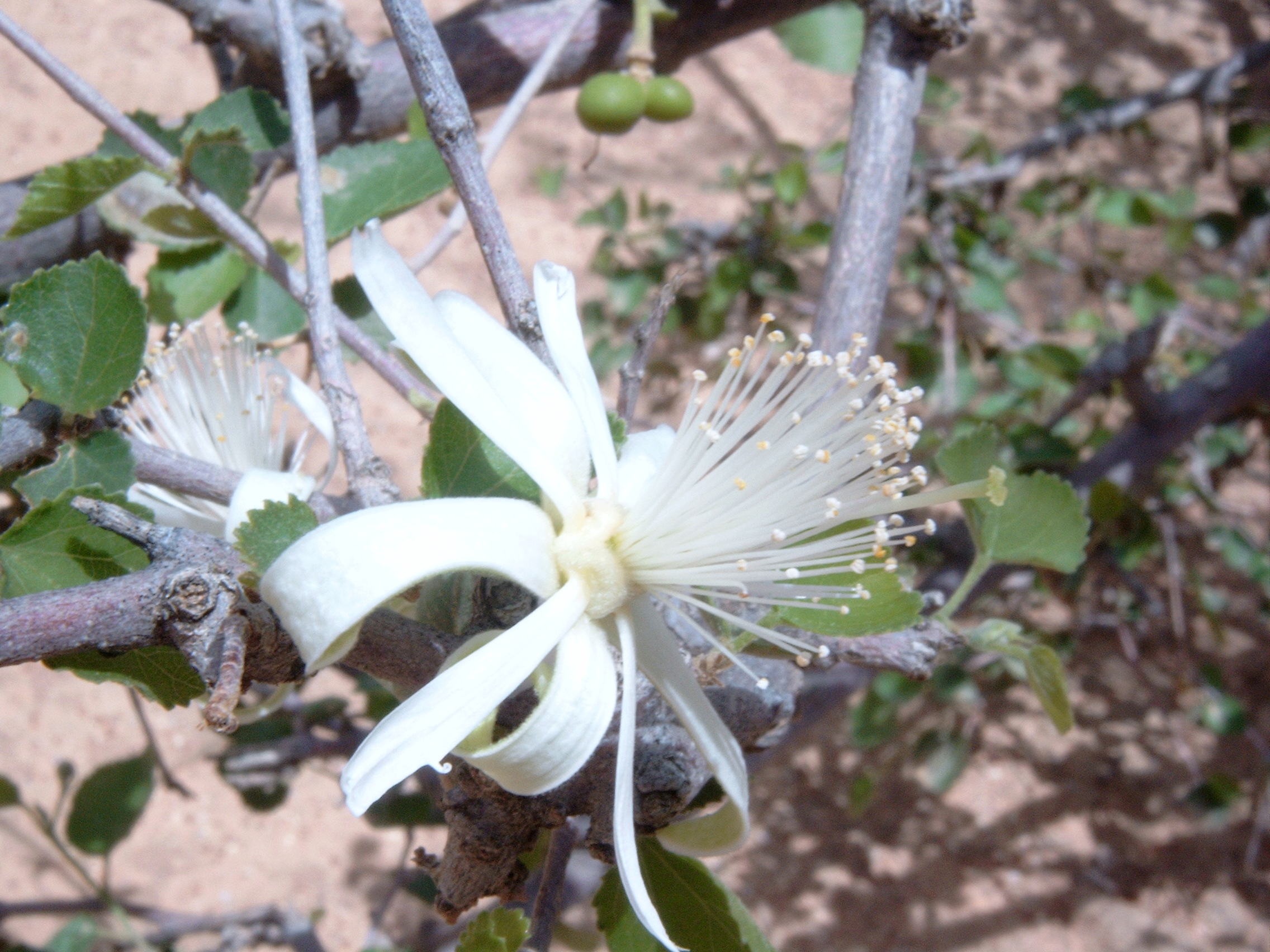
Grewia tenax
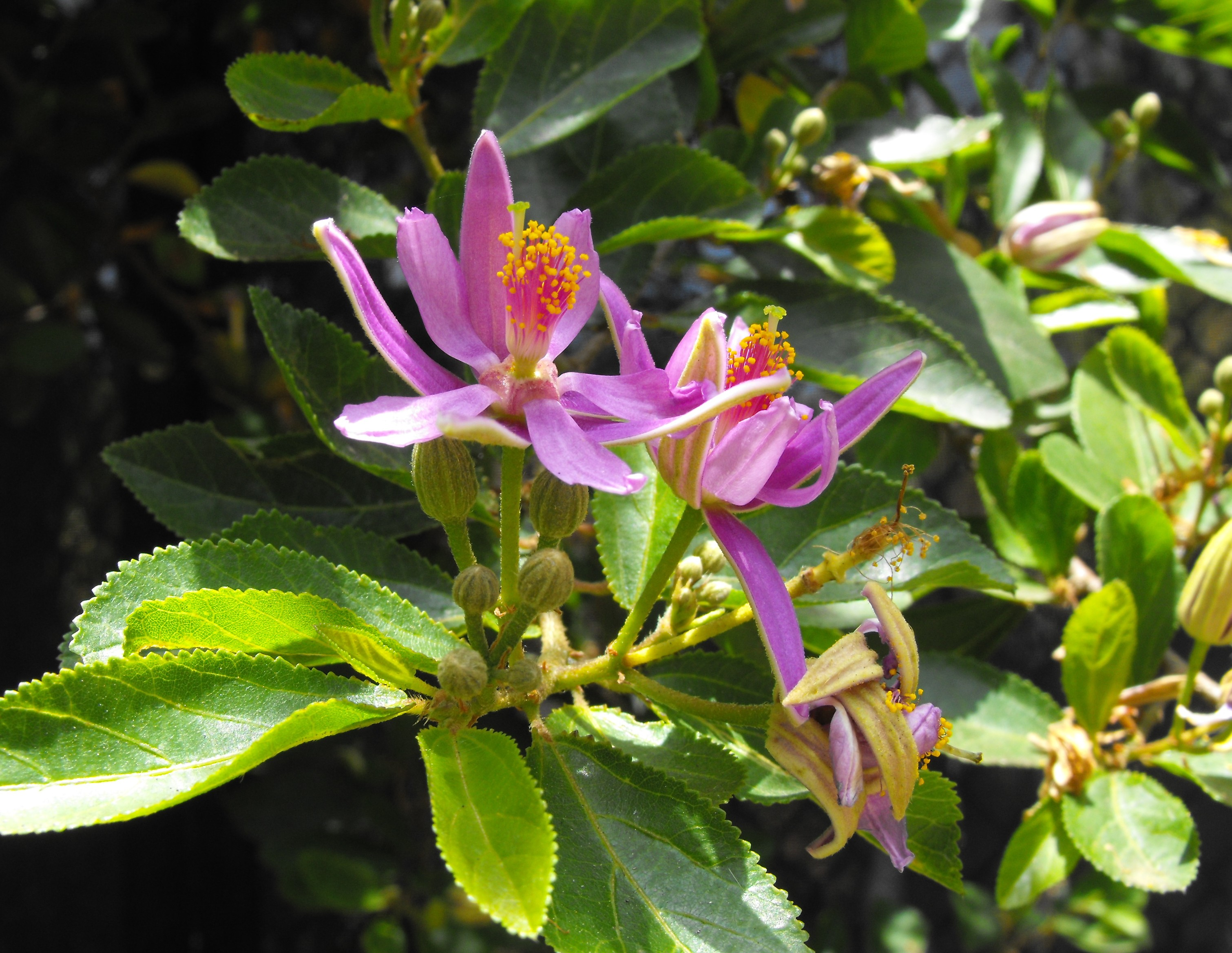
Grewia caffra
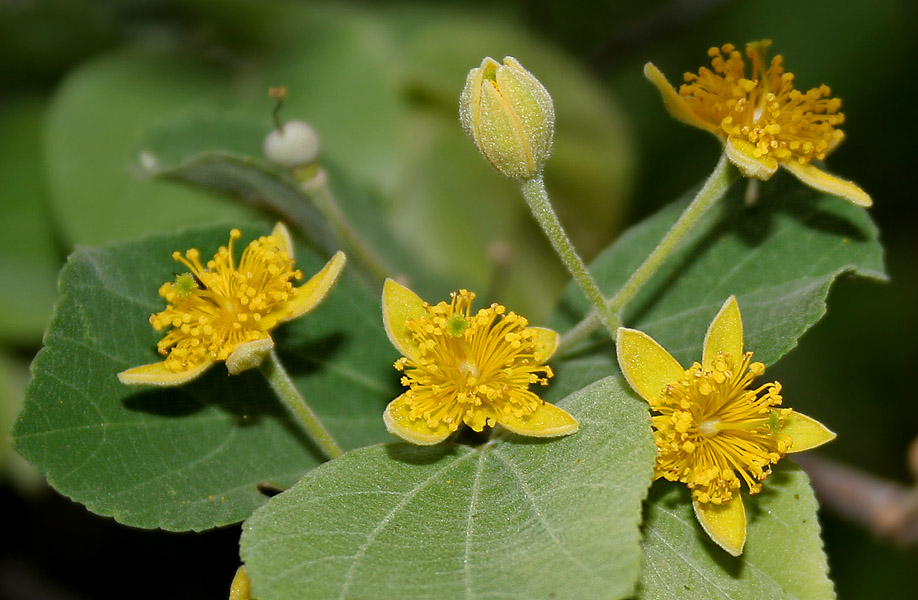
Grewia tiliifolia

- Grewia abutilifolia Vent. ex Juss.
- Grewia adolfi-frederici Burret
- Grewia ambongensis Baill.
- Grewia amicorum Steud.
- Grewia amplifolia Baill.
- Grewia analamerensis Capuron
- Grewia andramparo R.Vig.
- Grewia angolensis Welw. ex Mast.
- Grewia angustisepala H.T.Chang
- Grewia annamica Gagnep.
- Grewia antsiranensis Capuron
- Grewia apetala Juss.
- Grewia arborea (Forssk.) Lam.
- Grewia argentea Exell & Mendonça
- Grewia asiatica L.
- Grewia astropetala Pierre
- Grewia atrobrunnea Burret
- Grewia australis Burret
- Grewia avellana Hiern
- Grewia baillonii R.Vig.
- Grewia bakeriana Baill.
- Grewia balensis Kirkup & Sebsebe
- Grewia barombiensis K.Schum.
- Grewia baronii R.Vig.
- Grewia barteri Burret
- Grewia bilamellata Gagnep.
- Grewia biloba G.Don
- Grewia bilocularis Balf.f.
- Grewia boehmiana F.Hoffm.
- Grewia boivinii Baill.
- Grewia bojeri Mabb.
- Grewia borneensis (Burret) Warb. ex P.S.Ashton
- Grewia botryantha Baill.
- Grewia brachypoda C.Y.Wu
- Grewia bracteata Roth
- Grewia brassii Burret
- Grewia breviflora Benth.
- Grewia brideliifolia Baill.
- Grewia brunnea K.Schum.
- Grewia bulot Gagnep.
- Grewia burretiana Hochr.
- Grewia burretii Ulbr.
- Grewia burttii Exell
- Grewia caffra Meisn.
- Grewia calophylla Kurz ex Mast.
- Grewia calvata Baker
- Grewia calymmatosepala K.Schum.
- Grewia capitellata Bojer
- Grewia carpinifolia Juss.
- Grewia carrissoi Exell & Mendonça
- Grewia celle Baill.
- Grewia ceramensis Hochr.
- Grewia cerasifera (Chiov.) Thulin
- Grewia cernua Baker
- Grewia cerocarpa Exell & Mendonça
- Grewia chalybaea Baill.
- Grewia chungii Merr.
- Grewia chuniana Burret
- Grewia cinnamomifolia (Burret) Stapf ex P.S.Ashton
- Grewia cissoides Hutch. & Dalziel
- Grewia cloiselii R.Vig.
- Grewia comorensis Bojer
- Grewia concolor Merr.
- Grewia conferta Warb. ex Burret
- Grewia conocarpa K.Schum.
- Grewia conocarpoides Burret
- Grewia coriacea Mast.
- Grewia crenata (G.Forst.) Schinz & Guillaumin
- Grewia cuneifolia Juss.
- Grewia cuspidatoserrata Burret
- Grewia cyclea Baill.
- Grewia cyclopetala Wawra & Peyr.
- Grewia cylindrica (Pierre) Burret
- Grewia damine Gaertn.
- Grewia decemovulata Merxm.
- Grewia densa K.Schum.
- Grewia densiserrulata H.T.Chang
- Grewia denticulata Wall. ex Prain
- Grewia diversipes Capuron
- Grewia douliotii R.Vig.
- Grewia dulitensis (Airy Shaw) P.S.Ashton
- Grewia eberhardtii Lecomte
- Grewia elmeri (Merr.) P.S.Ashton
- Grewia elyseoi Cavaco & Simoes
- Grewia eriocarpa Juss.
- Grewia erythraea Schweinf.
- Grewia erythroxyloides Capuron
- Grewia evrardii R.Wilczek
- Grewia falcata C.Y.Wu
- Grewia falcistipula K.Schum.
- Grewia faucherei Danguy
- Grewia ferruginea Hochst. ex A.Rich.
- Grewia filipes Burret
- Grewia flava DC.
- Grewia flavescens Juss.
- Grewia flavicans Boivin ex Baill.
- Grewia floribunda Mast.
- Grewia forbesii Harv. ex Mast.
- Grewia gamblei J.R.Drumm.
- Grewia geayi R.Vig.
- Grewia gillettii Sebsebe & B.Mathew
- Grewia glandulosa Vahl
- Grewia glyphaeoidcs Baill.
- Grewia goetzeana K.Schum.
- Grewia gossweileri (Burret) Exell
- Grewia gracilis (Stapf ex Ridl.) P.S. Ashton
- Grewia gracillima Wild
- Grewia grandidieri Baill.
- Grewia grandifolia Pulle
- Grewia graniticola Halford
- Grewia grevei Baill.
- Grewia helicterifolia Wall. ex G.Don
- Grewia henryi Burret
- Grewia herbacea Hiern
- Grewia heterotricha Mast.
- Grewia hexamita Burret
- Grewia hierniana Exell & Mendonça
- Grewia hildebrandtii Baill.
- Grewia hirsuta Vahl
- Grewia hirsutovelutina Burret
- Grewia hispida Harv.
- Grewia holstii Burret
- Grewia holtzii Burret
- Grewia homblei De Wild.
- Grewia hookeriana Exell & Mendonça
- Grewia hornbyi Wild
- Grewia huluperakensis I.M.Turner
- Grewia humbertii Capuron
- Grewia humblotii Baill.
- Grewia humilis Wall. ex G.Don
- Grewia hypotephra Pierre
- Grewia inaequilatera Garcke
- Grewia indandamanica J.L.Ellis & L.N.Ray
- Grewia inflexa Merr.
- Grewia inmac Guillaumin
- Grewia insularis Ridl.
- Grewia isochroa Burret
- Grewia jinghongensis Y.Y.Qian
- Grewia kakothamnos K.Schum.
- Grewia kapiriensis De Wild.
- Grewia katangensis R.Wilczek
- Grewia kjellbergii Burret
- Grewia kothayarensis Murugan & Manickam
- Grewia kwangtungensis H.T.Chang
- Grewia lacei J.R.Drumm. & Craib
- Grewia laevigata Vahl
- Grewia lanceifolia Roxb.
- Grewia langsonensis Gagnep.
- Grewia lapiazicola Capuron
- Grewia lasiocarpa E.Mey. ex Harv.
- Grewia lasioclada Welw. ex Hiern
- Grewia lasiodiscus K.Schum.
- Grewia latifolia F.Muell. ex Benth.
- Grewia latiglandulosa Z.Y.Huang & S.Y.Liu
- Grewia lavanalensis Baill.
- Grewia lepidopetala Garcke
- Grewia leptopus Ulbr.
- Grewia leucophylla Capuron
- Grewia lilacina K.Schum.
- Grewia limae Wild
- Grewia lorifolia Baill.
- Grewia louisii R.Wilczek
- Grewia lutea Exell
- Grewia luteiflora Capuron
- Grewia macropetala Burret
- Grewia madagascariensis Capuron
- Grewia malacocarpa Mast.
- Grewia mariannensis Merr.
- Grewia maroana Aug.DC.
- Grewia mayottensis Baill.
- Grewia megalocarpa P.Beauv.
- Grewia meizophylla Burret
- Grewia meridionalis Capuron
- Grewia mesomischa Burret
- Grewia micrantha Bojer
- Grewia microcarpa K.Schum.
- Grewia microcyclea (Burret) Capuron & Mabb.
- Grewia microstemma Wall. ex Kurz
- Grewia microthyrsa K.Schum. ex Burret
- Grewia mildbraedii Burret
- Grewia minutiflora Baill.
- Grewia mollis Juss.
- Grewia monantha Capuron ex Mabb.
- Grewia monticola Sond.
- Grewia morotaiensis Kosterm.
- Grewia multiflora Juss.
- Grewia myriantha Exell & Mendonça
- Grewia nematopus K.Schum.
- Grewia nervosa (Lour.) Panigrahi
- Grewia newtonii Burret
- Grewia nitida Juss.
- Grewia nossibeensis Baill.
- Grewia novocaledonica Burret
- Grewia occidentalis L.
- Grewia ogadenensis Sebsebe
- Grewia oligandra Pierre
- Grewia oligoneura Sprague
- Grewia oncopetala K.Schum.
- Grewia oppositifolia Roxb. ex DC.
- Grewia optiva J.R.Drumm. ex Burret
- Grewia orbiculata Rottler
- Grewia orbifolia F.Muell. ex Benth.
- Grewia orientalis L.
- Grewia oxyphylla Burret
- Grewia pachycalyx K.Schum.
- Grewia palawanensis Merr.
- Grewia palodensis E.S.S.Kumar & al.
- Grewia pamanziana R.Vig.
- Grewia pandaica J.R.Drumm.
- Grewia pannosisepala Chiov.
- Grewia papuana Burret
- Grewia pedunculata K.Schum.
- Grewia peekelii Burret
- Grewia penicillata Chiov.
- Grewia penninervis Boivin ex Baill.
- Grewia permagna C.Y.Wu ex H.T.Chang
- Grewia perrieri Capuron
- Grewia pervillei Baill.
- Grewia philippinensis G.Perkins
- Grewia picta Baill.
- Grewia pinnatifida Mast.
- Grewia piscatorum Hance	 Acc
- Grewia plagiophylla K.Schum.
- Grewia polygama Roxb.
- Grewia polypyrena Baker
- Grewia pondoensis Burret
- Grewia populoides Burret
- Grewia praecox K.Schum.
- Grewia pubescens P.Beauv.
- Grewia pulverulenta R.Vig.
- Grewia puttkameri Warb.
- Grewia pyriformis Elmer
- Grewia radula Baker
- Grewia repanda Baker
- Grewia retinervis Burret
- Grewia retusifolia Kurz
- Grewia rhombifolia Kaneh. & Sasaki
- Grewia rhomboides Bojer
- Grewia ribesioides Capuron & Mabb.
- Grewia ritchiei Mast.
- Grewia rizalensis Merr.
- Grewia robusta Burch.
- Grewia rogersii Burtt Davy & Greenway
- Grewia rolfei Merr.
- Grewia rothii DC.
- Grewia rotunda C.Y.Wu ex H.T.Chang
- Grewia rubescens Burret
- Grewia rugosifolia De Wild.
- Grewia rugulosa C.Y.Wu ex H.T.Chang
- Grewia rupestris Schinz
- Grewia sahafariensis Capuron & Mabb.
- Grewia saligna Baill.
- Grewia salutaris Span.
- Grewia sambiranensis Capuron
- Grewia sapida Roxb. ex DC.
- Grewia scabrella Benth.
- Grewia schinzii K.Schum.
- Grewia schmitzii R.Wilczek
- Grewia schweinfurthii Burret
- Grewia sclerophylla Roxb. ex G.Don
- Grewia sely R.Vig.
- Grewia seretii De Wild.
- Grewia serrata Blanco
- Grewia serratula Baill.
- Grewia serrulata DC.
- Grewia sessiliflora Gagnep.
- Grewia sessilifolia Gagnep.
- Grewia setacea Merr.
- Grewia setaceoides Burret
- Grewia simaoensis Y.Y.Qian
- Grewia similiopsis C.Whitehouse
- Grewia similis K.Schum.
- Grewia sinuata Wall. ex Mast.
- Grewia speciosa Burret
- Grewia stenophylla Bojer
- Grewia stolzii Ulbr.
- Grewia stuhlmannii K.Schum.
- Grewia suarezensis Capuron
- Grewia subaequalis Baill.
- Grewia subspathulata N.E.Br.
- Grewia suffruticosa K.Schum.
- Grewia sulcata Mast.
- Grewia tahitensis Nadeaud
- Grewia tannifera Hochr.
- Grewia tembensis Fresen.
- Grewia tenax (Forssk.) Fiori	)
- Grewia tephrodermis K.Schum.
- Grewia thikaensis C.Whitehouse
- Grewia thouvenotii Danguy
- Grewia tiliicarpa Baill.
- Grewia tiliifolia Vahl
- Grewia tomentosa Juss.
- Grewia transzambesica Wild
- Grewia trichocarpa Hochst. ex A.Rich.
- Grewia triflora (Bojer) Walp.
- Grewia trinervata Baker
- Grewia trinervia De Wild.
- Grewia tristis K.Schum.
- Grewia truncata Mast.
- Grewia tsiandrensis Capuron
- Grewia tulearensis Capuron
- Grewia turbinata Balf.f.
- Grewia ugandensis Sprague
- Grewia umbellifera Bedd.
- Grewia urbaniana Lauterb.
- Grewia urenifolia (Pierre) Gagnep.
- Grewia velutina (Forssk.) Lam.
- Grewia vernicosa Schinz
- Grewia viguieri Capuron
- Grewia villosa Willd.
- Grewia viridiflora Teijsm. & Binn.
- Grewia viscosa Boivin ex Baill.
- Grewia vitiensis Turrill
- Grewia voloina Capuron
- Grewia welwitschii Burret
- Grewia winitii Craib
- Grewia woodiana K.Schum.
- Grewia xanthopetala F.Muell. ex Benth.
- Grewia yinkiangensis Y.C.Hsu & R.Zhuge
- Grewia yunnanensis H.T.Chang
- Grewia zizyphifolia Baill.